# エンジェルLOVE
『エンジェルLOVE』（エンジェルラブ）はギャラクシーエンジェルをフィーチャーしたラジオ番組である。放送・配信期間2003年10月4日（10月3日深夜）から2005年3月26日（3月25日深夜）までの全76回。
パーソナリティは蘭花・フランボワーズ役の田村ゆかりとミルフィーユ・桜葉役の新谷良子と烏丸ちとせ役の後藤沙緒里。

## 放送時間
- ラジオ大阪 土曜・0:30 - 1:00（金曜深夜）
- 文化放送 土曜・2:30 - 3:00（金曜深夜）
- 東海ラジオ 日曜・1:30 - 2:00（土曜深夜）
- BEAT☆Net Radio!（インターネットラジオ） 毎週金曜日更新

2004年途中から最終回の2005年3月26日まで配信が行われた。
※第11回と第37回は30分開始が早い1時間スペシャル。代わりに1週休み。

## 概要
- 略称「エンラブ」
- 番組開始当初は田村と新谷がメインパーソナリティで、後藤はちとせの一分間トーキングというコーナーのみの担当であったが、途中から正式にメインパーソナリティに追加された。彼女がメインになる前でも何回かゲストのような形で3人で放送する回があった。
- 「G.A.だにょ」の後番組であり、"にょ BROCCOLI GAMERS RADIO"というブロッコリー協賛のコンプレックス番組（1時間枠）の後半30分に放送された。前半30分は『デ・ジ・キャラット』をフィーチャーした「にょにょらじ」と「でじこのうっかりパニック!」。にょ BROCCOLI GAMERS RADIO内部の番組では約1年半近く続いた番組であり健闘していると言える。
- 第11回と第37回は1時間スペシャルが放送された。代わりに「にょにょらじ」（第11回前週）、「でじこのうっかりパニック!」（第37回後週）が1時間スペシャルの週はお休み。
- "にょBROCCOLI GAMERS RADIO"は2004年10月3日（2日深夜）より"BRO Radio"（ビーアールオーラジオ）に改名され、同枠の後半30分に放送された。前半30分は熱風海陸ブシロードをフィーチャーした「大河ラジオだ ブシロード」である。
- 2005年1月頃に後藤が激しい運動が出来ない程の入院を要する病気をして体調を崩したが、当番組には通常通り出演した。
- 2005年3月26日（25日深夜）で番組は終了。当番組終了と同時にBRO Radio枠は終了した。

## コーナー
今日のスマイルポイント
お題を出しそれに対して面白く答える、いわゆる大喜利のコーナー。
名前の由来は笑点の直訳。
ふつおた
いわゆるふつおたコーナー。
もっともっっと!ぴっ単語!!
一つのお題に対し二人がイメージする単語を同時に言い、2人の気持ちを合わせようとするコーナー。G.A.だにょの同コーナーがパーソナリティに好評だったので引き続き行われた。
真夜中の激論エンジェル
毎月「AとBどちらが良いか」というお題を決め、リスナーの意見も交えどちらが良いか討論するコーナー。
目撃!エンジェル隊
WHEN（何時）、WHERE（どこで）、WHO（誰が）、HOW（何をした）の4W1Hの文章をくじ引きで完成させるコーナー。ただしWHO（誰が）の部分は毎週一人固定の人物で行う。
あの日のルール
色々なルールを"1に○○2に○○、3,4が無くて5に○○"のフォーマットで作るコーナー。
ちとせの一分間トーキング
烏丸ちとせ役の後藤があるキーワードに対して頭と気力をフル回転させて1分間フリートークをするコーナー。
天使のことわざ辞典
既存のことわざの前半部分をテーマに決めて後半部分に当てはまる単語を募集し新しいことわざを作るコーナー。
お知らせIntermission
ギャラクシーエンジェルに関するグッズを紹介するコーナー。
ウォルコットの独り言
ぴたぴたエンジェル♪Aで好評であった同コーナーの復活版。詳細はぴたぴたエンジェル♪A参照。
引きで勝負
「○○が××した」の○○と××を募集しランダムで読み上げ、どちらが文章として面白いかを競うコーナー。
基本的に新谷と田村がネタを読み上げていたが、番組後期には後藤も参加した。
GAかるたつーくりーましょー
毎月あ行か行と50音の行を決め、その行の文字で始まるGAっぽい文章を募集し、かるたを作り上げるコーナー。
キャッチでSHOW!
CMに入る前のアイキャッチとして、物事にキャッチフレーズを付けるコーナー。
ダウトエンジェルの部屋
収録開始前に後藤がダウトのキーワードを決めるコーナー。
キーワードは新谷と田村は知らされておらず、収録中にそのキーワードを言ってしまった人はダウトとなり、後述のダウトエンジェルの数字にて罰ゲームを受ける事になる。
キーワードを決めた後藤もダウトとなる対象になっており、一度自分でキーワードを言ってしまった事がある。
ダウトエンジェルの数字
ダウトエンジェルの部屋の罰ゲーム。
罰を受ける人の体のどこかの長さを計り公表する。どこの長さかは公表されない。
GAミニミニラジオドラマ
GAっぽいタイトルと効果音をリスナーから募集し、オリジナルのミニラジオドラマを作るコーナー。

## テーマソング
- Wake me UP!(OP1)
- エンジェル★ろっけんろー(OP2)
- どぅびどぅび♪シークレット(ED1)
- 笑顔にGet on!(ED2)
- アテンション!(ED3)
- 瞳にユートピア(ED4)
- Jelly Beans(ED5)

## ゲスト
- ＃09：ゆうまお
- ＃11：沢城みゆき
- ＃19：かなん
- ＃25：山口眞弓
- ＃29(04)：沢城みゆき
- ＃30(05)：山口眞弓
- ＃36(11)：佐藤裕美
- ＃37(12)：山口眞弓、三瓶由布子
- ＃69(44)：佐藤裕美

## エピソード
- 番組名は『ギャラクシーエンジェル』内のアニメソングで同一の名称の歌がある。
- 番組内のコーナー「GAかるたつーくりーましょー」で紹介したカルタを使って実際にカルタ取りを行った。
- 2004年3月27日放送の#25にて最終回とされていたが、人気であったためか次週からもタイトル変更等もされず普通に放送されていた。ただし公式ページにて放送回数のカウントは1回に戻されていた。

| ラジオ大阪 土曜0:30 - 1:00枠              | ラジオ大阪 土曜0:30 - 1:00枠                               | ラジオ大阪 土曜0:30 - 1:00枠        |
| 前番組                                    | 番組名                                                     | 次番組                              |
| ----------------------------------------- | ---------------------------------------------------------- | ----------------------------------- |
| G.A.だにょ (にょ BROCCOLI GAMERS RADIO枠) | エンジェルLOVE (にょ BROCCOLI GAMERS RADIO →BRO Radio枠)   | アニメ魂 こえっち                   |
| 文化放送 土曜2:30 - 3:00                  |                                                            |                                     |
| G.A.だにょ (にょ BROCCOLI GAMERS RADIO枠) | エンジェルLOVE （にょ BROCCOLI GAMERS RADIO →BRO Radio枠） | ポリケロいろいろ （ハガレン放送局） |